# USA:s järnvägar

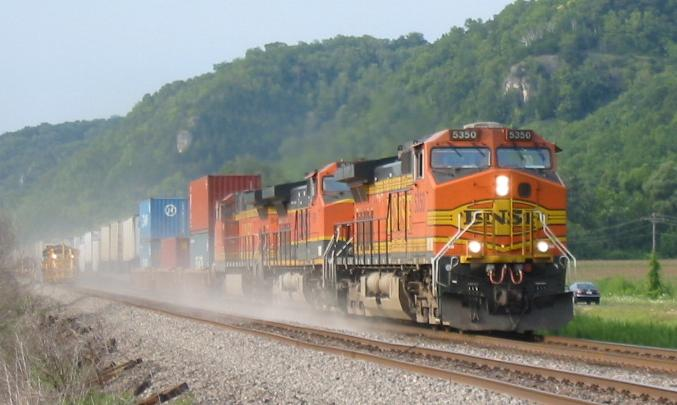
Ett BNSF-tåg passerar Prairie du Chien, Wisconsin. Första loket är målat i Heritage II, andra loket i Heritage I.

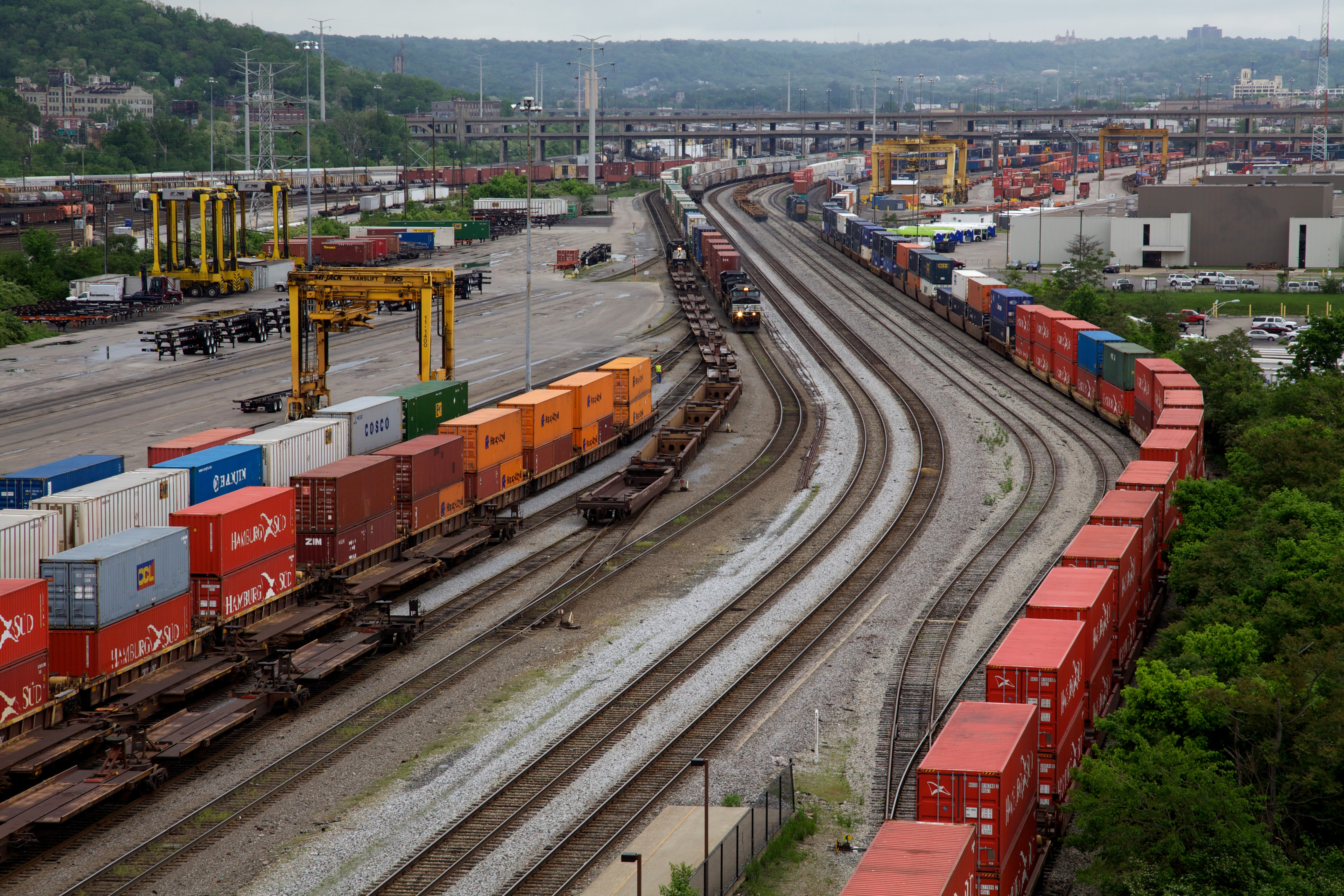
Containerbangård i Cincinnati, Indiana.

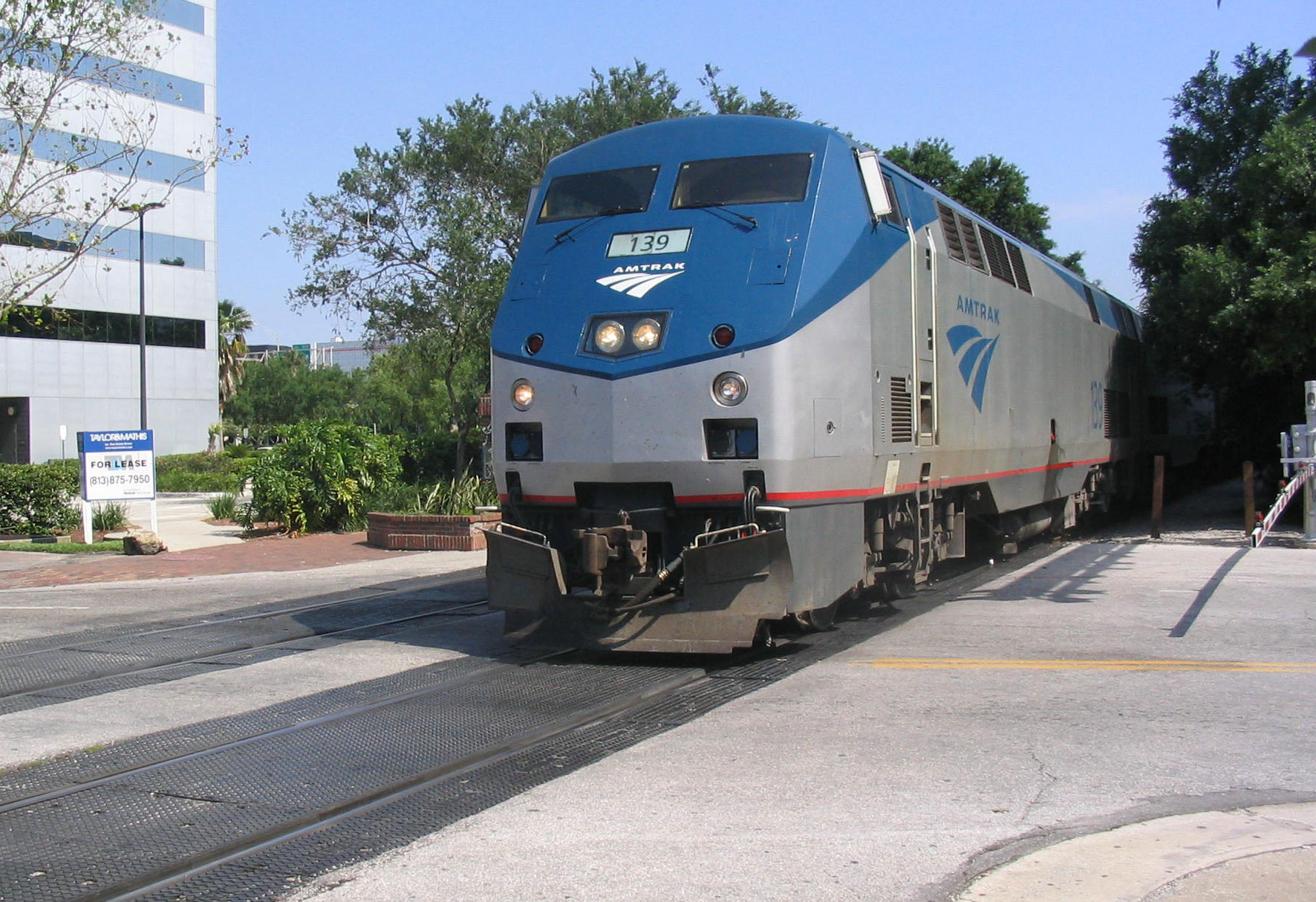
Ett dieseldrivet Amtrak-tåg i Orlando år 2005.

USA:s järnvägsnät är normalspårigt (1435 mm) och endast en mindre del är elektrifierat.
Järnvägsnätet används framför allt för storskalig godstrafik som bedrivs på kommersiella villkor med dieselelektriska lok. Exempel på godstrafikföretag är BNSF och Union Pacific Railroad. För passagerartrafik finns sedan 1970-talet det statliga (federala) monopolföretaget Amtrak, som framför allt bedriver verksamhet längs med den s.k. nordostkorridoren mellan Boston och Washington DC (Acela Express). Delstater, countyn eller städer driver på vissa sträckor i storstadsregioner pendeltågstrafik.

## Historik
USA:s järnvägsnät började byggas i landets nordöstra del under mitten på 1800-talet. Järnvägarna byggdes av privata företag under koncessioner, följde nybyggarna västerut mot stilla havet, och transkontinentala linjer öppnades under 1800-talets slut. Under 1900-talet mötte den tidigare framgångsrika passagerartrafiken konkurrens från bil, buss och flyg, och försvann till stor del.

## Järnvägsbolag i USA
- Amtrak
- Atchison, Topeka and Santa Fe Railway
- BNSF Railway
- Burlington Northern Railroad
- Conrail
- CSX Transportation
- Denver and Rio Grande Western Railroad
- Great Northern Railway
- Kansas City Southern Railway
- Norfolk Southern Railway
- Southern Pacific Railroad
- Union Pacific Railroad